# Matjesmosschijfje
Het matjesmosschijfje (Octospora phagospora) is een kleine oranje paddenstoel uit de familie Pyronemataceae. Het komt op rijke zandgronden in loofbossen, meestal op beschaduwde en wat zure plaatsen. Het komt voor bij het geelknolpeermos (Pohlia lutescens).

## Kenmerken
De apothecia meten 2 tot 5 mm in diameter. Het hymenium is lichtoranje of zandkleurig. De ascus is 4-sporig en de sporen zijn eenzijdig gerangschikt. De ascosporen zijn breed ellipsoïde, heeft ornamentatie bestaande uit geïsoleerde wratten, soms een paar wratten samenvloeiend tot korte richels en meten (12)14-16(17) × (9)10-11(12,5) µm.

## Verspreiding
Het matjesmosschijfje komt in Nederland zeer zeldzaam voor.